# Tibor Rihošek
Tibor Rihošek (* 29. června 1936 Diosek, nyní Sládkovičovo) je bývalý slovenský fotbalový brankář.

## Fotbalová kariéra
V československé lize hrál za Jednotu Trenčín. V lize nastoupil ve 203 utkáních (71 s čistým kontem), v nichž obdržel 218 branek. V roce 1963 nastoupil ve 2 utkáních za olympijskou reprezentaci Československa.

## Prvoligová bilance
| Ročník          | Zápasy | Góly | Nuly | Klub            |
| --------------- | ------ | ---- | ---- | --------------- |
| I. liga 1960/61 | 16     | 0    | 3    | Jednota Trenčín |
| I. liga 1962/63 | 26     | 0    | 14   | Jednota Trenčín |
| I. liga 1963/64 | 25     | 0    | 8    | Jednota Trenčín |
| I. liga 1964/65 | 20     | 0    | 4    | Jednota Trenčín |
| I. liga 1965/66 | 22     | 0    | 13   | Jednota Trenčín |
| I. liga 1966/67 | 22     | 0    | 6    | Jednota Trenčín |
| I. liga 1967/68 | 19     | 0    | 7    | Jednota Trenčín |
| I. liga 1968/69 | 16     | 0    | 3    | Jednota Trenčín |
| I. liga 1969/70 | 23     | 0    | 6    | Jednota Trenčín |
| I. liga 1970/71 | 14     | 0    | 7    | Jednota Trenčín |
| CELKEM I. LIGA  | 203    | 0    | 71   |                 |